# Carlo Pernat
Carlo Pernat (Genova, 9 agosto 1948) è un dirigente sportivo italiano.

## Biografia
Figlio di un dirigente della filiale genovese di AGIP, dopo gli studi incompiuti di economia e commercio e una breve esperienza di tre mesi presso la sede centrale AGIP di Roma, si avvicina al mondo dei motori lavorando alla Piaggio nel settore analisi e marketing, per poi spostarsi nell'ufficio stampa e pubbliche relazioni.
Nel 1979, in seguito all'acquisizione di Gilera da parte del gruppo di Pontedera, ne assume l'incarico di responsabile del reparto corse fuoristrada. Durante l'esperienza con il marchio di Arcore incontra l'ingegnere olandese Jan Witteveen, con il quale avvia un sodalizio ventennale che lo porterà in seguito in Cagiva e poi in Aprilia.
Dal 1984 al 1990 lavora in Cagiva come direttore generale delle attività sportive, sotto la supervisione diretta della famiglia Castiglioni, dove vince i primi due mondiali di cross nel 1985 e nel 1986. Nel 1990, dopo le forti pressioni di Ivano Beggio, lascia Varese e passa in Aprilia dove diventa team manager del reparto corse velocità e scopre piloti del calibro di Valentino Rossi, Max Biaggi, Alessandro Gramigni e Roberto Locatelli.
Terminata l'esperienza a Noale nel 1998, inizialmente cambia disciplina spostandosi nel calcio, divenendo responsabile dell'immagine e del marketing del Genoa. Tuttavia torna presto nel mondo del motomondiale, come procuratore di piloti quali Tony Arbolino, Enea Bastianini, Niccolò Canepa, Loris Capirossi, Andrea Iannone e Marco Simoncelli.

## Opere
- Belìn, che paddock. Storie di corse, piloti e altre pazzie della mia vita, con Massimo Calandri, Milano, Mondadori, 2019, ISBN 978-88-04-70619-9.